# Publicité foncière en France
La publicité foncière est un ensemble de procédures administratives qui permettent de conférer aux actes concernant la propriété immobilière, une présomption de preuve dès lors qu'ils sont  publiés. Elle assure une mission foncière et patrimoniale en conservant et en publiant tous les droits réels existant sur les immeubles. Tous les actes  translatifs de propriété (vente, donation, legs) y sont répertoriés, mais aussi les baux de longue durée, les démembrements de propriété, les servitudes et les suretés réelles immobilières.
Toute personne qui en fait la demande peut obtenir des informations sur la situation patrimoniale des personnes ou sur la situation juridique des immeubles.
Ce dispositif assure ainsi la sécurité des transactions immobilières et du crédit qui y est attaché en assurant une information claire et objective  de l'ensemble des parties.

## Les principes généraux

### Les origines
Le principe de la publicité foncière émerge à la fin du XVIIe siècle, avec l’édit du 21 mars 1673, dit « de Colbert », qui institue la législation sur les hypothèques, applicable dans l’ensemble du royaume.
Pour la première fois dans l'histoire de la publicité foncière, Colbert met au premier plan la nécessaire sécurité juridique des transactions immobilières et du crédit    « Il faut rétablir la bonne foi qui est perduë, & assurer la fortune de ceux qui prêtent leur argent. Il faut aussi rétablir le crédit des particuliers  qui est perdu sans ressources […] Il faut faire voire clair à ceux qui vous secoureroient s'ils y trouvaient leur seureté. Il faut aussi ôter le moien à ceux qui veulent tromper les autres, de le pouvoir faire […] »
Cet éphémère édit suscita de fortes oppositions. Ainsi le Chancelier d'Aguesseau, appelé à se prononcer sur un projet de même nature, vraisemblablement dans les années 1730-1750, donne un avis bien tranché : « Rien n'était plus contraire au bien et à l'avantage de toutes les familles  que de faire trop connaitre l'état et  la situation de la fortune des particuliers » et plus loin « […] en ruinant le débiteur, on ruine aussi le créancier »
Les Révolutionnaires feront le choix de la publicité, mais cette question de la publicité foncière, c’est-à-dire le fait de mettre à la disposition des tiers certains éléments figurant dans le contrat liant les deux parties à l’acte de transmission de droits immobiliers, va diviser l’opinion et les juristes tout au long de la révolution puis du dix-neuvième siècle, autour de la question du secret des patrimoines.
Au motif que le secret des fortunes est un élément de la liberté individuelle, les rédacteurs du Code Civil ne retiendront  que la transcription des actes translatifs à titre onéreux aux fins de purge (et non la transcription de toutes les transmissions à titre onéreux) ; de nombreuses sûretés resteront générales (portant sur l’ensemble du patrimoine d’un individu, et non sur un bien spécifié) et occultes (non connues des tiers).
Les vastes opérations immobilières et la création des sociétés de crédit, au cours du Second Empire, imposent le retour à la publicité et à la spécialité de l'hypothèque.
La loi du 23 mars 1855 rétablit la publication des actes et jugements translatifs ou constitutifs de droits réels immobiliers. Le régime instauré par loi du 23 mars 1855 dura un siècle.

### Le dispositif actuel
Le système français repose sur le décret no 55-22 du 4 janvier 1955 et le décret d’application no 55-1350 du 14 octobre 1955 qui vont apporter à la fois une réforme du droit civil et une réforme de la technique de publicité foncière.
- Sur le plan de la législation, les principaux apports sont les suivants :
  - Toutes les hypothèques, qu’elles soient légales, judiciaires ou conventionnelles, y compris la plupart des privilèges (du prêteur de deniers, du vendeur, du copartageant…) doivent être inscrits, cela pour une somme donnée et sur des immeubles bien désignés, conformément à la documentation cadastrale ;
  - Le nombre des actes soumis à publicité se trouve considérablement augmenté ;
  - Les mentions en marge des inscriptions sont simplifiées ;
  - Les actes à publier doivent être authentiques ;
  - Les conservateurs disposent de moyens de refuser ou de rejeter les actes présentés pour écarter la publication de documents qui ne sont pas correctement établis, sans pour autant être juges de leur validité.
- Au niveau de la technique hypothécaire :
  - Une nouvelle documentation facile à consulter est mise en place : 
    - le fichier immobilier, comportant trois types de fiches : 
      - Les fiches personnelles;
      - Les fiches d’immeuble;
      - Les fiches parcellaires.

  - Une identification précise des personnes et des immeubles est exigée ;
  - Le principe de l’effet relatif, qui relate la chaîne ininterrompue des opérations publiées, ce qui permet au conservateur de contrôler l’antériorité des droits : aucun titre ne peut être publié si le droit du disposant ou du dernier titulaire n’a pas été lui-même précédemment publié ou ne l’est pas simultanément.

Ce régime subit une profonde réforme effectuée par « l'ordonnance n° 2024-562 du 19 juin 2024 modifiant et codifiant le droit de la publicité foncière » qui remanie le code civil et abroge le décret du 4 janvier 1955 à partir de sa date d'entrée en vigueur, qui interviendra avant le 1er janvier 2029..

## Leur mise en œuvre

### Sur le territoire métropolitain
En France métropolitaine, à l'exception du Bas-Rhin, du Haut-Rhin et de la Moselle, ainsi que dans la plus grande partie de la France d'outre-mer, l'ensemble des actes concourant à la publicité foncière est enregistré dans le fichier immobilier auprès du service de publicité foncière sous l'égide de la direction générale des Finances publiques.
Le conservateur des hypothèques était le responsable de la tenue du fichier immobilier et de la délivrance des renseignements y afférent. Il était placé à la tête de chaque conservation des hypothèques, une institution française administrative et fiscale de la Direction générale des Impôts (DGI), chargée de la publicité foncière, qui était habituellement désignée sous le nom de « bureau des hypothèques ».
Le conservateur était placé sous un statut particulier  qui reposait sur le caractère civil de sa mission et trouvait sa source dans la conception républicaine du droit de propriété et de l'article 2 de la Déclaration des droits de l’Homme  et du citoyen.
La propriété droit naturel et imprescriptible, ne relève pas de l’État, la preuve de ce droit, à l’initiative des parties, se démontre devant le juge par tout moyen et son titulaire n’a rien à craindre ni à demander à l’État pour en justifier.
Quand bien même ce service était organisé par l’État, pour des raisons de sécurité publique, faute par les acteurs économiques d’avoir su le faire, au moins de manière durable, au cours de l’histoire, dans la logique révolutionnaire, le conservateur ne pouvait, dans cette mission avoir le statut de fonctionnaire, il agissait donc en son nom propre, avec pour corollaire sa responsabilité personnelle, pour toutes les erreurs commises par lui-même et ses employés.
Avec le temps et l'intervention de plus en plus grande de la puissance publique dans l'exercice même de cette mission, ce statut particulier était devenu de moins en moins lisible pour l'ensemble de la société.
Il a pris fin le 31 décembre 2012, en vertu de l’ordonnance no 2010-638 du 10 juin 2010 portant suppression du régime des conservateurs des hypothèques, prise en application de l’article 30 de la loi no 2009-1674 du 30 décembre 2009 de finances rectificatives pour 2009. Cette suppression a fait suite aux critiques de la part de la Cour des comptes, dans son rapport annuel pour l’année 2008, publié le 22 janvier 2009, qui fustigeait « l’anachronisme grandissant du statut des conservateurs des hypothèques ».
L’ordonnance crée au premier janvier 2013 les services chargés de la publicité foncière, en remplacement des conservations des hypothèques.
Le salaire est remplacé à l'identique par une taxe au profit de l'État : la contribution de sécurité immobilière; les attributions civiles et fiscales du service demeurent inchangées; l’ordonnance du 10 juin 2010 transfère sur l'État, la responsabilité pour faute de service et sa mise en œuvre continue de reposer sur les mêmes règles devant le juge judiciaire.
Mais les fonctionnaires, à la tête des services de la publicité foncière, ne sont plus responsables personnellement, désormais le fait de service n'est plus de nature à engager la responsabilité du titulaire du poste.

### Organisations spécifiques

#### Alsace-Moselle
La réforme de 1955 n'a pas concerné les trois départements d'Alsace- Moselle qui depuis la loi du 1er juin 1924 sont soumis à un régime particulier qui conserve l'organisation du droit allemand (tenue d'un livre foncier confié à l'autorité judiciaire) combiné avec les principes de fond de la législation française (publicité aux fins d'opposabilité aux tiers).

#### Mayotte
Mayotte connaît en la matière un système mixte entre les deux précédents. La publicité foncière est inscrite sur un livre foncier, mais c'est l'autorité administrative, avec le service de la conservation de la propriété immobilière, qui est chargée de le gérer.

#### Polynésie et Nouvelle-Calédonie
La publicité foncière en Polynésie et en Nouvelle-Calédonie est régie par le sénatus-consulte du 7 juillet 1856. En Nouvelle-Calédonie, comme en métropole, elle s'effectue au service de la publicité foncière (SPF) et donne lieu à la perception de la contribution de sécurité immobilière au profit de la Nouvelle-Calédonie qui assume la responsabilité de la publicité foncière.

## Les effets de la publicité foncière
Ils ne sont pas constitutifs de droits en eux-mêmes. En effet, la publicité foncière n'est pas une condition de l'existence et de la validité juridique des droits sur les immeubles.
Sauf en ce qui concerne les radiations d'inscriptions hypothécaires, le contrôle effectué par le conservateur était un contrôle en la forme et non au fond des documents déposés pour publication.
Mais la publicité produisait cependant les deux effets civils importants suivants:

### Opposabilité aux tiers
La publicité rendait les droits réels immobiliers opposables aux tiers et assurait donc leur pleine efficacité.
Ainsi l'acquéreur du droit était protégé. De deux titulaires concurrents d'un même droit, l'emportait celui qui avait requis la publicité en premier.
Toute personne, sans avoir à justifier d'un quelconque intérêt, pouvait obtenir des copies ou des extraits des documents publiés depuis moins de cinquante ans.
La délivrance des renseignements s'opérait par écrit et engageait la responsabilité personnelle du conservateur.
Elle prévenait ainsi les tiers que le droit de propriété avait changé de titulaire ou que ce droit était grevé de charges qui en diminuaient la valeur.

### Rang des privilèges et hypothèques
La publicité foncière fixait le rang de la plupart des privilèges et hypothèques, sûretés réelles.
Elle  permettait aux créanciers qui en étaient titulaires, de bénéficier d'un droit de préférence et d'un droit de suite, c'est-à-dire la possibilité de saisir l'immeuble, même s'il avait quitté le patrimoine du débiteur.
Enfin elle était une condition de recevabilité des actions en justice relatives à des immeubles.
Ces effets de la publicité foncière sont inchangés depuis le 1er janvier 2013. Ils sont désormais sous la seule responsabilité de l'État.